# Premio Kavli
El Premio Kavli se creó en 2005 como iniciativa conjunta de la Academia Noruega de Ciencias y Letras, el Ministerio noruego de Educación e Investigación y la Fundación Kavli. Honra, apoya y reconoce a científicos por trabajos sobresalientes en los campos de la astrofísica, la nanociencia y la neurociencia. Cada dos años se conceden tres premios. Cada uno de los tres Premios Kavli consiste en una medalla de oro, un pergamino y una dotación en metálico de 1.000.000 de dólares. La medalla tiene un diámetro de 70 milímetros, un grosor de 5 milímetros y pesa 311 gramos.
Los primeros Premios Kavli se entregaron el 9 de septiembre de 2008 en Oslo, presentados por Haakon, Príncipe Heredero de Noruega .

## Comités de selección
La Academia Noruega de las Ciencias y las Letras nombra tres comités de premios formados por destacados científicos internacionales tras recibir recomendaciones de las siguientes organizaciones:
- Academia China de Ciencias
- Academia Francesa de Ciencias
- Sociedad Max Planck
- Academia Nacional de Ciencias de Estados Unidos
- Academia Noruega de Ciencias y Letras
- Sociedad de la Realeza

## Laureados

### Astrofísica
| Año  | Ganador | Ganador                      | Institución                                                  | País                                                | Cita |
| ---- | ------- | ---------------------------- | ------------------------------------------------------------ | --------------------------------------------------- | --- |
| 2008 |         | Maarten Schmidt              | Instituto Tecnológico de California                          | Bandera de los Países Bajos                         | "por sus contribuciones fundamentales a la comprensión de la naturaleza de los cuásares" |
| 2008 |         | Donald Lynden-Bell           | Universidad de Cambridge                                     | Bandera del Reino Unido                             | "por sus contribuciones fundamentales a la comprensión de la naturaleza de los cuásares" |
| 2010 |         | Jerry E. Nelson              | Observatorio Lick, Universidad de California, Santa Cruz     | Bandera de Estados Unidos                           | "por su contribución al desarrollo de telescopios gigantes" |
| 2010 |         | Raymond N. Wilson            | Observatorio Europeo Austral, Garching                       | Bandera del Reino Unido                             | "por su contribución al desarrollo de telescopios gigantes" |
| 2010 |         | James Roger Angel            | Observatorio Steward, Universidad de Arizona                 | Bandera de Estados Unidos                           | "por su contribución al desarrollo de telescopios gigantes" |
| 2012 |         | David C. Jewitt              | Universidad de California en Los Ángeles                     | Bandera del Reino Unido · Bandera de Estados Unidos | "por descubrir y caracterizar el Cinturón de Kuiper y sus miembros más grandes, trabajo que condujo a un importante avance en la comprensión de la historia de nuestro sistema planetario"                                                      |
| 2012 |         | Jane X. Luu                  | Laboratorio Lincolny, Instituto Tecnológico de Massachusetts | Bandera de Vietnam · Bandera de Estados Unidos      | "por descubrir y caracterizar el Cinturón de Kuiper y sus miembros más grandes, trabajo que condujo a un importante avance en la comprensión de la historia de nuestro sistema planetario"                                                      |
| 2012 |         | Michael E. Brown             | Instituto Tecnológico de California                          | Bandera de Estados Unidos                           | "por descubrir y caracterizar el Cinturón de Kuiper y sus miembros más grandes, trabajo que condujo a un importante avance en la comprensión de la historia de nuestro sistema planetario"                                                      |
| 2014 |         | Alan H. Guth                 | Instituto Tecnológico de Massachusetts                       | Bandera de Estados Unidos                           | "por ser pionero en la teoría de la inflación cósmica" |
| 2014 |         | Andrei D. Linde              | Universidad de Stanford                                      | Bandera de Rusia · Bandera de Estados Unidos        | "por ser pionero en la teoría de la inflación cósmica" |
| 2014 |         | Alexei A. Starobinsky        | Instituto Landau de Física Teórica                           | Bandera de Rusia                                    | "por ser pionero en la teoría de la inflación cósmica" |
| 2016 |         | Ronald W.P. Drever           | Instituto Tecnológico de California                          | Bandera del Reino Unido                             | "para la detección directa de ondas gravitacionales". |
| 2016 |         | Kip S. Thorne                | Instituto Tecnológico de California                          | Bandera de Estados Unidos                           | "para la detección directa de ondas gravitacionales". |
| 2016 |         | Rainer Weiss                 | Instituto Tecnológico de Massachusetts                       | Bandera de Alemania · Bandera de Estados Unidos     | "para la detección directa de ondas gravitacionales". |
| 2018 |         | Ewine van Dishoeck           | Universidad de Leiden                                        | Bandera de los Países Bajos                         | "por sus contribuciones combinadas a la astroquímica observacional, teórica y de laboratorio, dilucidando el ciclo de vida de las nubes interestelares y la formación de estrellas y planetas"                                                  |
| 2020 |         | Andrew Fabian                | Universidad de Cambridge                                     | Bandera del Reino Unido                             | "por su investigación pionera en el campo de la astronomía observacional de rayos X, que abarca una amplia gama de temas, desde los flujos de gas en cúmulos de galaxias hasta los agujeros negros supermasivos en el corazón de las galaxias". |
| 2022 |         | Roger Ulrich                 | Universidad de California, Los Ángeles                       | Bandera de Estados Unidos                           | "por su labor pionera y liderazgo en el desarrollo de la helio- y astrosismología" |
| 2022 |         | Jørgen Christensen-Dalsgaard | Universidad de Aarhus                                        | Bandera de Dinamarca                                | "por su labor pionera y liderazgo en el desarrollo de la helio- y astrosismología" |
| 2022 |         | Conny Aerts                  | KU Leuven                                                    | Bandera de Bélgica                                  | "por su labor pionera y liderazgo en el desarrollo de la helio- y astrosismología" |
| 2024 |         | Sara Seager                  | Instituto Tecnológico de Massachusetts                       | Bandera de Canadá · Bandera de Estados Unidos       | "por su trabajo pionero en el descubrimiento y caracterización de planetas extrasolares y sus atmósferas" |
| 2024 |         | David Charbonneau            | Universidad de Harvard                                       | Bandera de Canadá · Bandera de Estados Unidos       | "por su trabajo pionero en el descubrimiento y caracterización de planetas extrasolares y sus atmósferas" |

### Nanociencia
| Año  | Ganador | Ganador                | Institución                                                                                 | País                                     | Cita |
| ---- | ------- | ---------------------- | ------------------------------------------------------------------------------------------- | ---------------------------------------- | --- |
| 2008 |         | Louis E. Brus          | Universidad de Columbia                                                                     | Bandera de Estados Unidos                | "por su gran repercusión en el desarrollo del campo de la nanociencia de las nanoestructuras unidimensionales y nulas en física, química y biología".                                                                  |
| 2008 |         | Sumio Iijima           | Universidad Meijo                                                                           | Bandera de Japón                         | "por su gran repercusión en el desarrollo del campo de la nanociencia de las nanoestructuras unidimensionales y nulas en física, química y biología".                                                                  |
| 2010 |         | Donald Eigler          | Centro de Investigación IBM Almaden                                                         | Bandera de Estados Unidos                | "por su desarrollo de métodos sin precedentes para controlar la materia a nanoescala" |
| 2010 |         | Nadrian C. Seeman      | Universidad de Nueva York                                                                   | Bandera de Estados Unidos                | "por su desarrollo de métodos sin precedentes para controlar la materia a nanoescala" |
| 2012 |         | Mildred S. Dresselhaus | Instituto Tecnológico de Massachusetts                                                      | Bandera de Estados Unidos                | "Por sus contribuciones pioneras al estudio de los fonones, las interacciones electrón-fonón y el transporte térmico en nanoestructuras".                                                                              |
| 2014 |         | Thomas W. Ebbesen      | Universidad de Estrasburgo                                                                  | Bandera de Noruega · Bandera de Francia  | "por contribuciones transformadoras en el campo de la nanoóptica que han roto creencias largamente arraigadas sobre las limitaciones de los límites de resolución de la microscopía óptica y la obtención de imágenes" |
| 2014 |         | Stefan W. Hell         | Instituto Max Planck de Química Biofísica                                                   | Bandera de Alemania                      | "por contribuciones transformadoras en el campo de la nanoóptica que han roto creencias largamente arraigadas sobre las limitaciones de los límites de resolución de la microscopía óptica y la obtención de imágenes" |
| 2014 |         | John B. Pendry         | Imperial College de Londres                                                                 | Bandera del Reino Unido                  | "por contribuciones transformadoras en el campo de la nanoóptica que han roto creencias largamente arraigadas sobre las limitaciones de los límites de resolución de la microscopía óptica y la obtención de imágenes" |
| 2016 |         | Gerd Binnig            | Laboratorio de investigación de IBM Zúrich                                                  | Bandera de Alemania                      | " por la invención y realización de la microscopía de fuerza atómica, un gran avance en la tecnología de medición y nanoescultura que sigue teniendo un impacto transformador en la nanociencia y la tecnología"       |
| 2016 |         | Christoph Gerber       | Universidad de Basilea                                                                      | Bandera de Suiza                         | " por la invención y realización de la microscopía de fuerza atómica, un gran avance en la tecnología de medición y nanoescultura que sigue teniendo un impacto transformador en la nanociencia y la tecnología"       |
| 2016 |         | Calvin Quate           | Universidad de Stanford                                                                     | Bandera de Estados Unidos                | " por la invención y realización de la microscopía de fuerza atómica, un gran avance en la tecnología de medición y nanoescultura que sigue teniendo un impacto transformador en la nanociencia y la tecnología"       |
| 2018 |         | Emmanuelle Charpentier | Instituto Max Planck de Biología de las Infecciones                                         | Bandera de Francia · Bandera de Alemania | "por la invención de CRISPR-Cas9, una precisa nanotool para editar el ADN, causando una revolución en la biología, la agricultura y la medicina".                                                                      |
| 2018 |         | Jennifer Doudna        | Universidad de California, Berkeley                                                         | Bandera de Estados Unidos                | "por la invención de CRISPR-Cas9, una precisa nanotool para editar el ADN, causando una revolución en la biología, la agricultura y la medicina".                                                                      |
| 2018 |         | Virginijus Šikšnys     | Universidad de Vilna                                                                        | Bandera de Lituania                      | "por la invención de CRISPR-Cas9, una precisa nanotool para editar el ADN, causando una revolución en la biología, la agricultura y la medicina".                                                                      |
| 2020 |         | Harald Rose            | Universidad de Ulm                                                                          | Bandera de Alemania                      | "para la obtención de imágenes con resolución sub-ångström y el análisis químico mediante haces de electrones" |
| 2020 |         | Maximilian Haider      | CEOS GmbH                                                                                   | Bandera de Austria                       | "para la obtención de imágenes con resolución sub-ångström y el análisis químico mediante haces de electrones" |
| 2020 |         | Knut Urban             | Centro de Investigación de Jülich                                                           | Bandera de Alemania                      | "para la obtención de imágenes con resolución sub-ångström y el análisis químico mediante haces de electrones" |
| 2020 |         | Ondrej Krivanek        | Nion Co                                                                                     | Bandera del Reino Unido                  | "para la obtención de imágenes con resolución sub-ångström y el análisis químico mediante haces de electrones" |
| 2022 |         | Jacob Sagiv            | Instituto Weizmann de Ciencias                                                              | Bandera de Israel                        | "por Monocapas Autoensambladas (SAM) sobre sustratos sólidos; recubrimientos moleculares para controlar las propiedades superficiales"                                                                                 |
| 2022 |         | Ralph Nuzzo            | Universidad de Illinois Urbana-Champaign                                                    | Bandera de Estados Unidos                | "por Monocapas Autoensambladas (SAM) sobre sustratos sólidos; recubrimientos moleculares para controlar las propiedades superficiales"                                                                                 |
| 2022 |         | David Allara           | Universidad Estatal de Pensilvania                                                          | Bandera de Estados Unidos                | "por Monocapas Autoensambladas (SAM) sobre sustratos sólidos; recubrimientos moleculares para controlar las propiedades superficiales"                                                                                 |
| 2022 |         | George M. Whitesides   | Universidad de Harvard                                                                      | Bandera de Estados Unidos                | "por Monocapas Autoensambladas (SAM) sobre sustratos sólidos; recubrimientos moleculares para controlar las propiedades superficiales"                                                                                 |
| 2024 |         | Robert S. Langer       | Instituto Koch de Investigación Integral del Cáncer, Instituto Tecnológico de Massachusetts | Bandera de Estados Unidos                | "Por su trabajo pionero en la integración de materiales sintéticos a nanoescala con funciones biológicas para aplicaciones biomédicas".                                                                                |
| 2024 |         | Armand Paul Alivisatos | Universidad de Chicago                                                                      | Bandera de Estados Unidos                | "Por su trabajo pionero en la integración de materiales sintéticos a nanoescala con funciones biológicas para aplicaciones biomédicas".                                                                                |
| 2024 |         | Chad A. Mirkin         | Universidad Northwestern                                                                    | Bandera de Estados Unidos                | "Por su trabajo pionero en la integración de materiales sintéticos a nanoescala con funciones biológicas para aplicaciones biomédicas".                                                                                |

### Neurociencia
| Año  | Ganador | Ganador                    | Institución                                           | País                                                | Cita |
| ---- | ------- | -------------------------- | ----------------------------------------------------- | --------------------------------------------------- | --- |
| 2008 |         | Sten Grillner              | Instituto Karolinska                                  | Bandera de Suecia                                   | "por los descubrimientos sobre la lógica evolutiva y funcional de los circuitos neuronales"                                                                   |
| 2008 |         | Thomas Jessell             | Universidad de Columbia                               | Bandera del Reino Unido · Bandera de Estados Unidos | "por los descubrimientos sobre la lógica evolutiva y funcional de los circuitos neuronales"                                                                   |
| 2008 |         | Pasko Rakic                | Facultad de Medicina de la Universidad de Yale        | Bandera de Serbia · Bandera de Estados Unidos       | "por los descubrimientos sobre la lógica evolutiva y funcional de los circuitos neuronales"                                                                   |
| 2010 |         | Richard H. Scheller        | Genentech                                             | Bandera de Estados Unidos                           | "por descubrir las bases moleculares de la liberación de neurotransmisores"                                                                                   |
| 2010 |         | Thomas C. Südhof           | Facultad de Medicina de la Universidad de Stanford    | Bandera de Alemania                                 | "por descubrir las bases moleculares de la liberación de neurotransmisores"                                                                                   |
| 2010 |         | James E. Rothman           | Universidad de Yale                                   | Bandera de Estados Unidos                           | "por descubrir las bases moleculares de la liberación de neurotransmisores"                                                                                   |
| 2012 |         | Cornelia Isabella Bargmann | Universidad Rockefeller                               | Bandera de Estados Unidos                           | "para dilucidar los mecanismos neuronales básicos que subyacen a la percepción y la decisión"                                                                 |
| 2012 |         | Winfried Denk              | Instituto Max Planck de Investigación Médica          | Bandera de Alemania                                 | "para dilucidar los mecanismos neuronales básicos que subyacen a la percepción y la decisión"                                                                 |
| 2012 |         | Ann M. Graybiel            | Instituto Tecnológico de Massachusetts                | Bandera de Estados Unidos                           | "para dilucidar los mecanismos neuronales básicos que subyacen a la percepción y la decisión"                                                                 |
| 2014 |         | Brenda Milner              | Instituto Neurológico de Montreal, Universidad McGill | Bandera de Canadá                                   | "por el descubrimiento de redes cerebrales especializadas para la memoria y la cognición"                                                                     |
| 2014 |         | John O’Keefe               | University College de Londres                         | Bandera del Reino Unido                             | "por el descubrimiento de redes cerebrales especializadas para la memoria y la cognición"                                                                     |
| 2014 |         | Marcus E. Raichle          | Universidad de Washington en St.Luis                  | Bandera de Estados Unidos                           | "por el descubrimiento de redes cerebrales especializadas para la memoria y la cognición"                                                                     |
| 2016 |         | Eve Marder                 | Universidad Brandeis                                  | Bandera de Estados Unidos                           | "por el descubrimiento de mecanismos que permiten que la experiencia y la actividad neuronal remodelen la función cerebral"                                   |
| 2016 |         | Michael M. Merzenich       | Universidad de California, San Francisco              | Bandera de Estados Unidos                           | "por el descubrimiento de mecanismos que permiten que la experiencia y la actividad neuronal remodelen la función cerebral"                                   |
| 2016 |         | Carla J. Shatz             | Universidad de Stanford                               | Bandera de Estados Unidos                           | "por el descubrimiento de mecanismos que permiten que la experiencia y la actividad neuronal remodelen la función cerebral"                                   |
| 2018 |         | A. James Hudspeth          | Universidad Rockefeller                               | Bandera de Estados Unidos                           | "por sus descubrimientos científicos de los mecanismos moleculares y neurales de la audición".                                                                |
| 2018 |         | Robert Fettiplace          | Universidad de Wisconsin-Madison                      | Bandera del Reino Unido · Bandera de Estados Unidos | "por sus descubrimientos científicos de los mecanismos moleculares y neurales de la audición".                                                                |
| 2018 |         | Christine Petit            | Collège de France                                     | Bandera de Francia                                  | "por sus descubrimientos científicos de los mecanismos moleculares y neurales de la audición".                                                                |
| 2020 |         | David Julius               | Universidad de California, San Francisco              | Bandera de Estados Unidos                           | "por su descubrimiento transformador de receptores de temperatura y presión".                                                                                 |
| 2020 |         | Ardem Patapoutian          | Scripps Research e investigador médico Howard Hughes  | Bandera de Líbano · Bandera de Estados Unidos       | "por su descubrimiento transformador de receptores de temperatura y presión".                                                                                 |
| 2022 |         | Jean-Louis Mandel          | Universidad de Estrasburgo                            | Bandera de Francia                                  | "Por ser pionero en el descubrimiento de genes subyacentes a una serie de trastornos cerebrales"                                                              |
| 2022 |         | Harry T. Orr               | Facultad de Medicina de la Universidad de Minnesota   | Bandera de Estados Unidos                           | "Por ser pionero en el descubrimiento de genes subyacentes a una serie de trastornos cerebrales"                                                              |
| 2022 |         | Huda Zoghbi                | Facultad de Medicina Baylor                           | Bandera de Líbano · Bandera de Estados Unidos       | "Por ser pionero en el descubrimiento de genes subyacentes a una serie de trastornos cerebrales"                                                              |
| 2022 |         | Christopher A. Walsh       | Facultad de Medicina de Harvard                       | Bandera de Estados Unidos                           | "Por ser pionero en el descubrimiento de genes subyacentes a una serie de trastornos cerebrales"                                                              |
| 2024 |         | Nancy Kanwisher            | Instituto Tecnológico de Massachusetts                | Bandera de Estados Unidos                           | "por el descubrimiento de un sistema altamente localizado y especializado para la representación de rostros en el neocórtex de primates humanos y no humanos" |
| 2024 |         | Winrich Freiwald           | Universidad Rockefeller                               | Bandera de Alemania · Bandera de Estados Unidos     | "por el descubrimiento de un sistema altamente localizado y especializado para la representación de rostros en el neocórtex de primates humanos y no humanos" |
| 2024 |         | Doris Ying Tsao            | Universidad de California, Berkeley                   | Bandera de Estados Unidos                           | "por el descubrimiento de un sistema altamente localizado y especializado para la representación de rostros en el neocórtex de primates humanos y no humanos" |